# Cuerpo Civil de Conservación
El Cuerpo Civil de Conservación (Civilian Conservation Corps (CCC), en inglés) fue un programa estatal de ayuda laboral para jóvenes estadounidenses, creado durante la administración del presidente Franklin D. Roosevelt, en marzo de 1933. Formó parte del plan New Deal creado para combatir la pobreza y el desempleo durante la crisis económica llamada la Gran depresión.

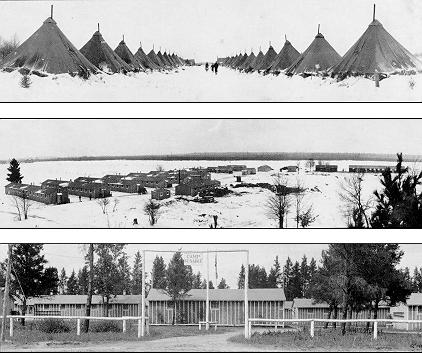
Campamento de la CCC en Míchigan; las tiendas fueron reemplazados rápidamente por barracas construidas por un contratista de la Armada.